# Heinrich Vollert

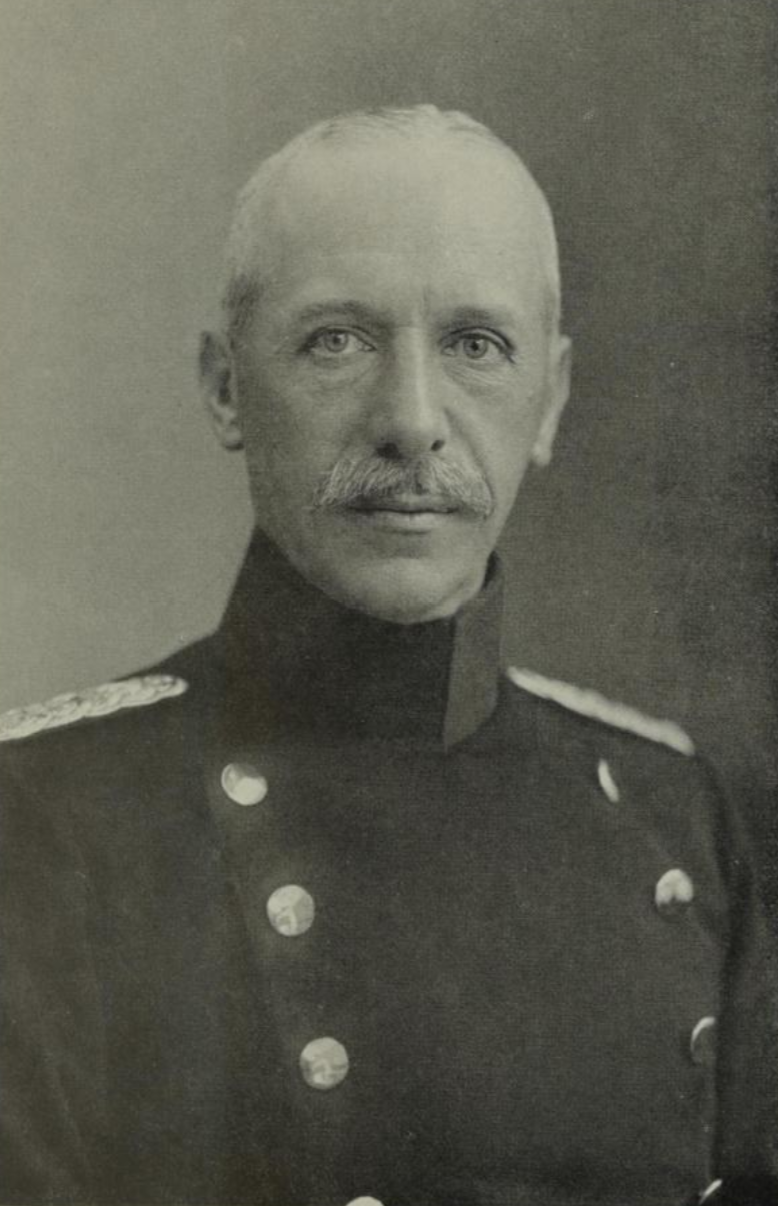
Heinrich Vollert in Militäruniform

Philipp August Heinrich Vollert (* 9. Februar 1866 in Dresden; † 9. April 1942 in Zittau) war ein sächsischer Generalmajor.

## Leben

### Militärkarriere
Vollert besuchte die Lehr- und Erziehungs-Anstalt von Direktor Ernst Kaden und das Vitzthumsche Gymnasium zu Dresden. Er trat am 24. November 1884 als Fähnrich in das 1. Feld-Artillerie-Regiment Nr. 12 der sächsischen Armee ein. Er wurde in den folgenden Jahren 1885 zum Leutnant und am 22. September 1890 zum Oberleutnant befördert. In diesem Zeitraum wurde er auch als Adjutant in das 3. Feld-Artillerie-Regiment Nr. 32 versetzt. Später wurde er beim Artillerie-Depot verwendet. Am 22. September 1897 Beförderung zum Hauptmann und Kompaniechef. Er wurde in dieser Eigenschaft mit dem Ritterkreuz I. Klasse des Albrechtsordens ausgezeichnet. 1905 wurde er zum Stabe des 1. Feld-Artillerie-Regiment Nr. 12 in Dresden versetzt. Nach Beförderung zum Major am 27. Januar 1906 wurde er Kommandeur der I. Abteilung des 2. Feld-Artillerie-Regiment Nr. 28 in Pirna. 1909 erhielt er das Dienstauszeichnungskreuz. Nach weiterer Beförderung zum Oberstleutnant am 13. Dezember 1912 wurde er Kommandeur des 3. Feld-Artillerie-Regiment Nr. 32 in Riesa. Auch wurde er bis dahin mit dem Roten Adlerorden IV. Klasse ausgezeichnet.
Nach Ausbruch des Ersten Weltkrieges führte er sein Regiment an die Front und kommandierte dieses bis zum 31. März 1915. Er wurde nachfolgend als Oberst Kommandeur der 24.-Reserve-Feldartillerie-Brigade und konnte sich während der Herbstschlacht in der Champagne deutlich auszeichnen, sodass er am 29. Oktober 1915 mit dem Ritterkreuz des Militär-St.-Heinrichs-Ordens ausgezeichnet wurde. Bis Kriegsende erfolgte noch eine Beförderung zum Generalmajor.

### Familie
Er heiratete 1890 Käthe Brockhoff und bekam mit ihr mindestens eine Tochter, Eva, welche den Oberleutnant zur See und späteren Vizeadmiral Otto Schenk heiratete.